# Zafarobod
Zafarobod (tadż. Зафаробод) – osiedle typu miejskiego w Tadżykistanie (wilajet sogdyjski); 14 100 mieszkańców (2006). Ośrodek przemysłowy.